# 이두나! (드라마)
《이두나!》(영어: Doona!)는 넷플릭스에서 2023년 10월 20일 방영된 대한민국의 로맨스 드라마이다. 배우 배수지가 주인공 이두나 역을 맡았다.

## 출연

### 주요 인물
- 배수지 : 이두나 역 (아역: 안태린, 김아송)
- 양세종 : 이원준 역 (아역: 정민준, 이우주)

### 셰어하우스
- 김도완 : 구정훈 역
- 김만호 : 서윤태 역

### 이두나 주변 인물
- 이진욱 : 박민욱 역 (특별출연)

#### 드림스윗
- 고아성 : 하연 역 (특별출연)
- 최리안 : 빛나 역 (특별출연)
- 심화정 : 예지 역 (특별출연)
- 자넷서 : 지수 역 (특별출연)

### 이원준 주변 인물
- 하영 : 김진주 역
- 박세완 : 최이라 역 (아역: 이소윤)
- 주연우 : 국수진 역
- 서은솔 : 이원영 역

### 민송대학교
- 권한솔 : 송태림 역
- 백지혜 : 이은주 역
- 이찬형 : 지세훈 역

### 그 외 인물
- 박윤희 : 진주 父 역
- 윤진성 : 진주 母 역
- 김현목 : 이두나 몰카범 역
- 안코드 아베 자칼레리 : 도스산토스 역

### 특별출연
- 김유미 : 마 회장 역 (2회)
- 김선영 : 이두나 모친 역 (6회)
- 전석호 (8회)
- 너드커넥션 (8회)